# Rostov-pe-Don
Rostov-pe-Don (în rusă Росто́в-на-Дону́, transliterat: Rostov-na-Donu) este centrul administrativ al regiunii Rostov și al Districtului federal Sudic al Federației Ruse. Orașul se află așezat pe râul Don, la numai 56 km de Marea Azov. Conform cifrelor recensămantului din 2013, în oraș locuiau 1.104.000 persoane.

## Istoria orașului
Gura de vărsare a râului Don a avut o mare importanță culturală și comercială încă din antichitate. Pe aceste locuri grecii au fondat o colonie –  Tanais, genovezii au ridicat fortul Tana, iar Imperiul Otoman au transformat-o în fortăreața Azov.
Orașul Rostov-pe-Don a fost înființat în 1749, când a fost construit un punct vamal pe Don. În scurtă vreme a fost construită și o fortăreață. Numele orașului a fost dat în cinstea sfântului Dimitrie al Rostovului, un episcop sanctificat de scurtă vreme, originar din orașul Rostov Veliki. Odată cu decăderea Azovului, alături de noua fortăreață s-a dezvoltat o așezare de comercianți, care a devenit cea mai importantă în regiune. În 1796, această așezare a fost ridicată la rang de oraș și a fost redenumit Rostov-pe-Don, pentru a-l deosebi de omonimul său.

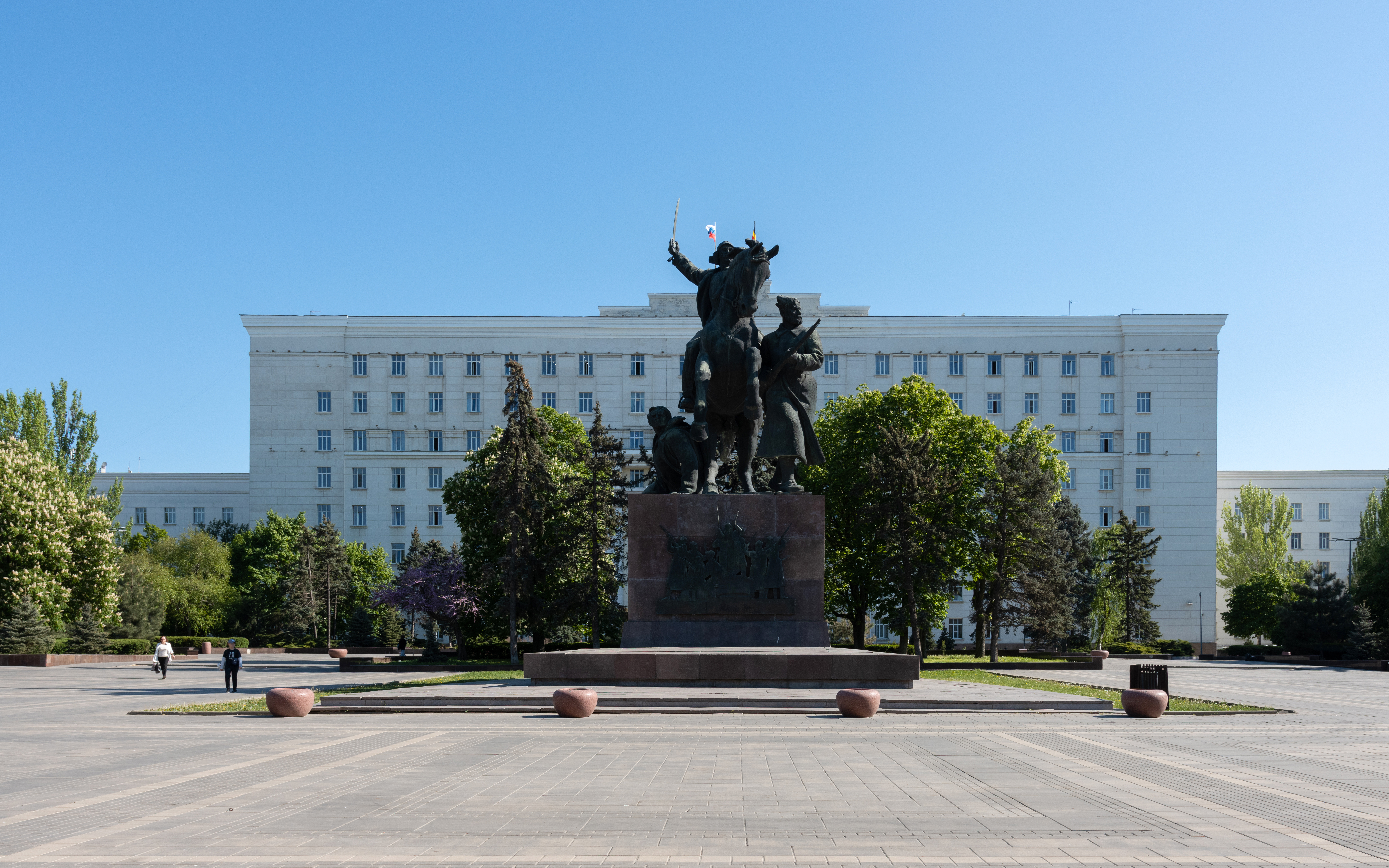
Clădirea administrației locale a regiunii Rostov și monumentul Armatei Roșii

Râul Don, care traversează orașul, este o cale navigabilă de primă mărime care leagă sud-vestul Rusiei cu regiunile nordice, iar Rostov-pe-Don este un port fluvial important atât pentru traficul de pasageri, cât și pentru cel de mărfuri. Datorită poziției geografice prielnice, orașul a crescut rapid. Fiind cel mai puternic industrializat oraș din sudul Rusiei, a fost mărul discordiei între albii și roșii în timpul războiului civil. Din 1928, administrația regiunii a fost mutată din vechiul centru căzăcesc Novocerkassk la Rostov-pe-Don, ceea ce a dus și la eclipsarea orașului armenesc Nahicevan-pe-Don. 

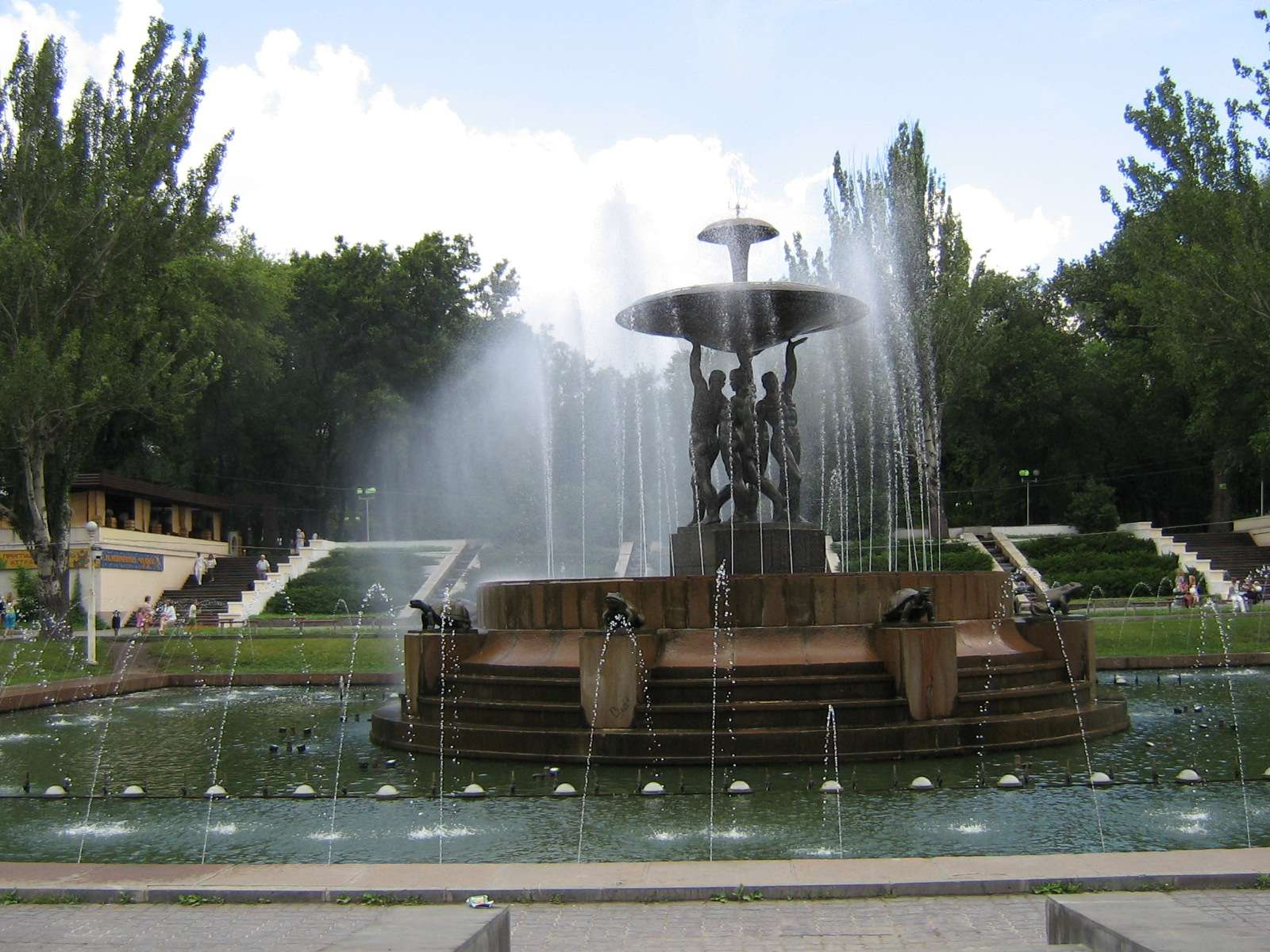
Fântâna din Parcul Revoluției

În timpul regimului sovietic, bolșevicii au demolat două dintre cele mai importante monumente ale orașului: Catedrala Sfântul Alexandru Nevski (1908) și Catedrala Sfântul Gheorghe din Nahicevan (1783-1807). Cea mai mare parte a orașului a fost transformată în ruine de forțele germane care au ocupat zona de mai multe ori în secolul al XX-lea, în 1918, 1941 și 1942. În zilele noastre, monumentul cel mai important al orașului este uriașa Catedrală a Nașterii Maicii Domnului (1860-87), proiectată de arhitectul Konstantin Thon.
Orașul are trista faimă de a fi locul în care a trăit (deși nu s-a născut aici) criminalul în serie Andrei Cikatilo.
Orașul a avut parte de o dezvoltare economică într-un ritm accelerat în ultimii ani, ca urmare a creșterii economice naționale a Rusiei. Numeroase companii noi și-au stabilit sediul în oraș, venitul mediu al locuitorilor a crescut, iar Rostov-pe-Don s-a transformat dintr-o localitate aflată în stagnare după prăbușirea comunismului și dezintegrarea Uniunii Sovietice, într-un  centru modern industrial și tehnologic.

## Învățământul
Printre instituțiile de învățământ public se află Universitatea de Stat din Rostov, (printre cei mai vestiți absolvenți numărându-se Alexandr Soljenițîn) și Universitatea Tehnică de Stat Don. Cea mai importantă instituție particulară de învățământ este Institutul de Management, Afaceri și Drept. În oraș activează un centru cultural francez - Alliance francaise  Arhivat în 7 mai 2006, la Wayback Machine., secții ale British Council, Institutului German Goethe, DAAD și  Fundației Bosch.

## Sportul
În oraș funcționează două cluburi profesioniste de fotbal: FC Rostov, care joacă în prima ligă, și SKA, care joacă în divizia a doua. În Superliga Rusă de Baschet joacă formația Lokomotiv Rostov-pe-Don.

## Personalități născute aici
- Elena Șirman (1908 - 1942), poetă evreică;
- Lidia Zamkow (1918 - 1982), actriță poloneză, regizoare de teatru;
- Basta (n. 1980), cântăreț rus.

## Orașe înfrățite
Orașul este înfrățit cu:
- Glasgow, Scoția, Regatul Unit
- Dortmund, Germania
- Gera, Germania
- Pleven, Bulgaria
- Le Mans, Franța
- Mobile, Alabama, Statele Unite
- Gomel, Belarus
- Moscova, Rusia
- Odesa, Ucraina
- Luhansk, Ucraina
- Donețk, Ucraina